# IC 1923
IC 1923 ist eine verschmelzende Doppelgalaxie vom Hubble-Typ S+S im Sternbild Horologium am Südsternhimmel. 
Im selben Himmelsareal befinden sich u. a. die Galaxien IC 1922, IC 1925, IC 1929, IC 1935.
Das Objekt wurde am  14. Oktober 1898 von DeLisle Stewart entdeckt.